# VTech Socrates
O VTech Socrates é um console de jogos eletrônicos educacional voltado para crianças de 3 anos e acima desenvolvido pela empresa VTech, em 1988. O console foi batizado em homenagem ao filósofo grego Sócrates. O sistema também foi lançado na Alemanha, com o nome "Prof. Weiss-Alles", e na França, como "Professeur Saitout". O sistema não obteve sucesso no mercado e foi descontinuado apenas dois anos depois de seu lançamento, devido o seu alto custo e a alta competitividade do setor de jogos, dominado pelo Sega Master System e o NES.
O console era acompanhado de um teclado sem fio e dois controles sem fio. A conectividade sem fio com o console é obtida através de sinais que os controles e o teclado enviam para o sistema.

## Periféricos
- Sistema de Mouse - 59,95 dólares, empacotado com CAD Professor
- Touchpad - 59,95 dólares, empacotado com Numbers, Shapes & Letters
- Cartucho de Voz - 12,95 dólares
- Adaptador de 12V - 12 dólares

## Jogos
Nove cartuchos foram lançados para o console, e são divididos em Brain Teasers e Awareness. Os cartuchos Brain Teasers vinham com texto azul no rótulo e eram focados na memória e as habilidades de resolução de problemas, enquanto os cartuchos Awareness vinham com texto vermelho no rótulo e eram focados em curiosidades, matemática e geografia.
| Nome                      |
| ------------------------- |
| Amazing Mazes             |
| Game Wizard               |
| Hodge-Podge               |
| Memory Mania              |
| Around the World          |
| Facts & Fractions         |
| State to State            |
| CAD Professor             |
| Numbers, Shapes & Letters |

## Galeria

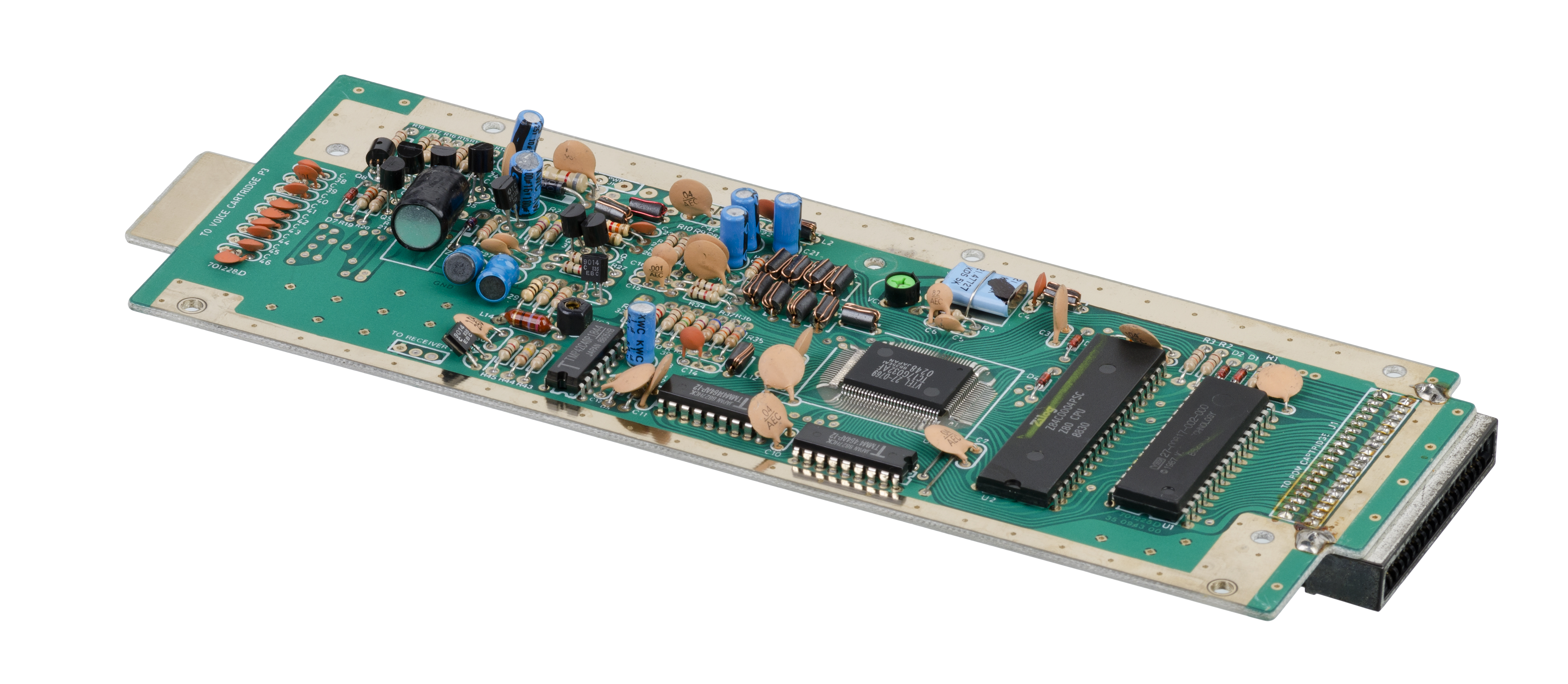
Placa mãe do VTech Socrates
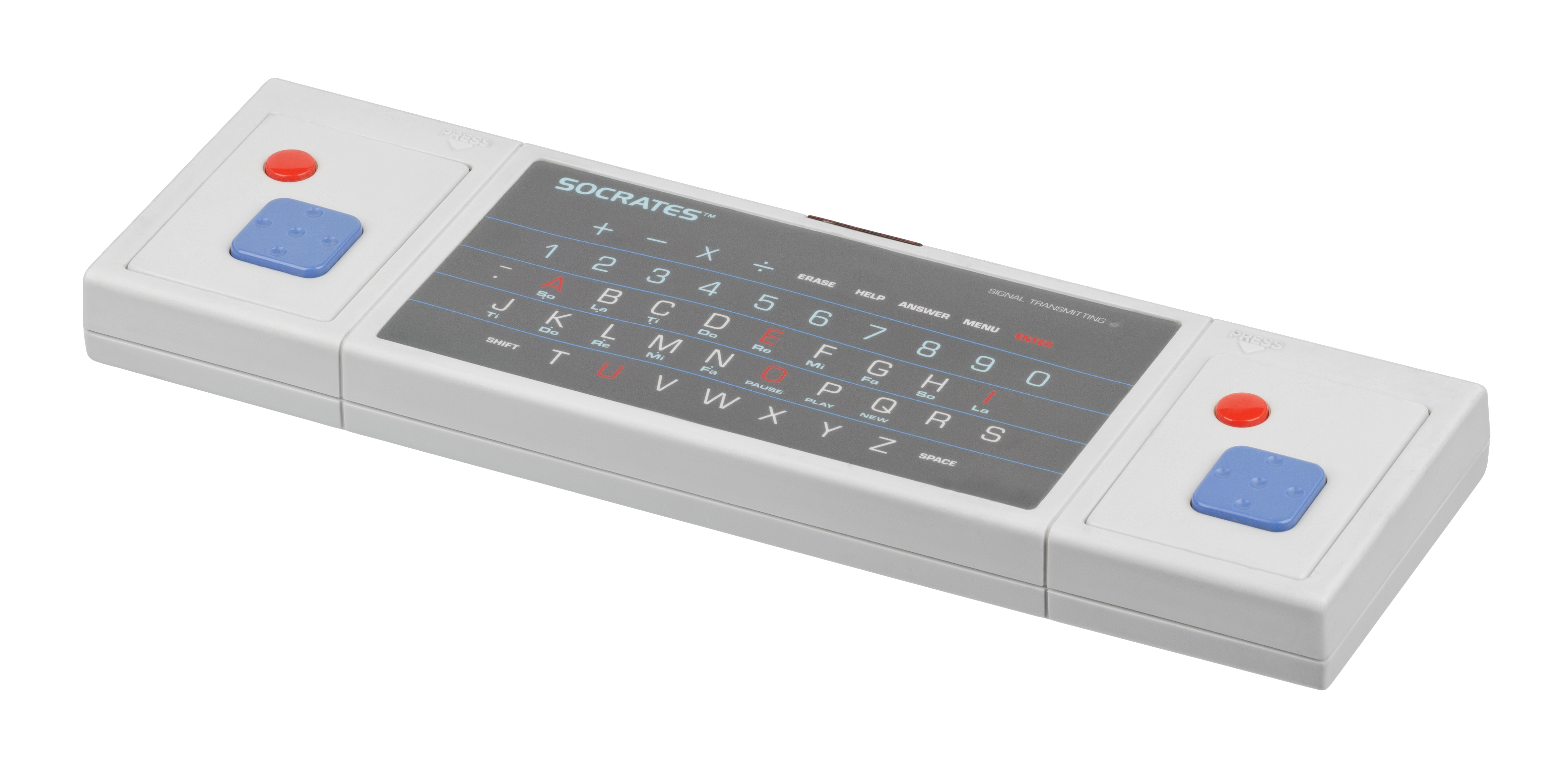
Placa controladora
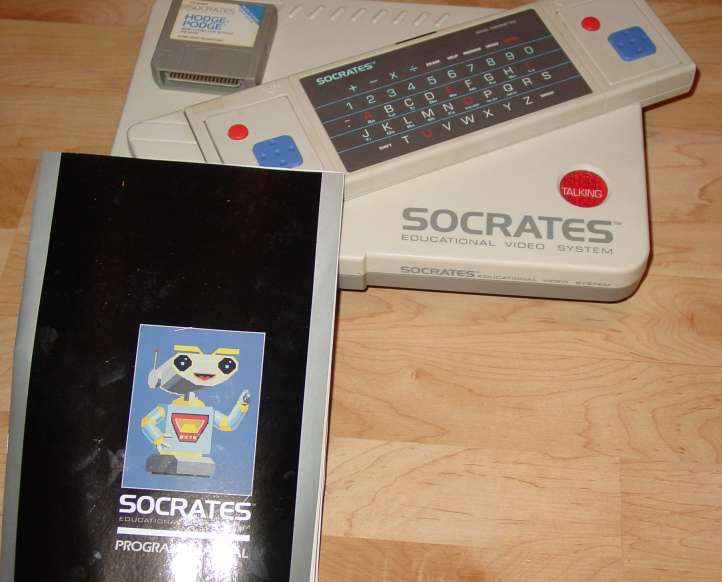
VTech socrates